# Lethrinus olivaceus
Lethrinus olivaceus és una espècie de peix pertanyent a la família dels letrínids.

## Descripció
- Pot arribar a fer 100 cm de llargària màxima (normalment, en fa 70) i 14 kg de pes.
- 10 espines i 9 radis tous a l'aleta dorsal i 3 espines i 8 radis tous a l'anal.
- El cos és de color gris (més clar a la zona ventral) i, sovint, amb taques fosques, irregulars i disperses.
- El musell té ratlles ondulades fosques.
- La mandíbula superior presenta, de vegades, vores vermelles (especialment a prop de les comissures de la boca).
- És molt similar a Lethrinus microdon però els joves tenen l'aleta caudal més bifurcada.[5][6][7][8]

## Alimentació
Menja principalment peixos, crustacis i cefalòpodes.

## Hàbitat
És un peix marí, associat als esculls i de clima tropical (28°N-21°S) que viu entre 1 i 185 m de fondària.

## Distribució geogràfica
Es troba des del mar Roig i l'Àfrica oriental fins a Samoa i les illes Ryukyu.

## Observacions
Els exemplars més grossos (a Nova Caledònia i, probablement, a la resta d'Oceania) són portadors de la neurotoxina ciguatoxina, la qual és responsable de la ciguatera.